# What You Know bout Me?
What You Know bout Me? — тринадцатый студийный альбом американского рэпера Messy Marv, выпущенный в 2006 году.

## Список композиций
1. Intro
2. Land of Trill (при участии David Banner)
3. I See, You Buy (при участии Selau)
4. Nigga Wit the Sac
5. Phone Skit #1
6. Bitch I’m Fresh (при участии Pastor Troy и Andre Nickatina)
7. Oh (при участии Keyshia Cole)
8. Come Fuck Wit Us (при участии San Quinn и V-White Of The Delinquents)
9. You Can Be My Nigga (при участии Selau)
10. Phone Skit #2
11. Neva Forget (при участии Outlawz)
12. Dem' Boys (при участии Click Clack Gang)
13. I’m From The Bay (при участии Jessica Rabbit и Matt Blaque) Спродюсирован The Slapboyz
14. Phone Skit #3
15. Outro